# Der Große mit seinem außerirdischen Kleinen
Der Große mit seinem außerirdischen Kleinen (Originaltitel: Uno sceriffo extraterrestre… poco extra e molto terrestre) ist eine 1979 erstaufgeführte Komödie mit Science-Fiction-Elementen. Die Schauplätze sind unter anderem Newnan, Stone Mountain und der Vergnügungspark Six Flags Over Georgia. Der Film von Regisseur Michele Lupo erhielt 1980 die Goldene Leinwand. Er wurde 1980 mit Buddy haut den Lukas (Chissà perché… capitano tutte a me) fortgesetzt.

## Zusammenfassung
Hinweis: Die Angaben in diesen Abschnitt basieren, wenn nicht anderes angegeben, auf der 2004 bei e-m-s new media erschienenen DVD.
Newnan im US-Bundesstaat Georgia ist ein ruhiges Städtchen. Dies ändert sich, als mehrere Bewohner behaupten, über dem nahen See ein UFO gesichtet zu haben und das Militär unter Führung von Captain Briggs das Gebiet südlich des Sees absperrt. Unfälle geschehen und Geräte und Vorrichtungen geraten außer Kontrolle, was von den Bewohnern mit dem Einfluss von UFOs erklärt wird. Der Sheriff von Newnan hält als einer von Wenigen nichts von diesem Gerücht. Er sucht in einem nächtlichen Vergnügungspark den ausgerissenen Jungen Peter und findet ihn zusammen mit einem zweiten kleinen Jungen, der behauptet H7-25 zu heißen und aus dem Weltraum zu stammen. Er sei nur durch ein Versehen aus dem väterlichen Raumschiff auf die Erde gelangt. Da dieser Junge weiterhin keinen glaubhaften Namen oder Wohnort angibt, nimmt er ihn vorerst zu sich. Immer öfter geschehen nun seltsame Dinge, denn der Kleine kann offenbar durch eine Art Fernbedienung („Photonenkanone“) Geräte und Vorrichtungen in Gang setzen, die Zeit vor- und zurücklaufen lassen, mit Tieren sprechen und durch Wände gehen. Mit diesem Werkzeug befreit er sogar mehrmals den Gauner Brennan aus der Haft des Sheriffs. Er angelt nicht mit einer Rute, sondern die Fische springen in seine Hand. Mit Energiekapseln verhilft er dem rheumatischen Hilfssheriff Allan zu jugendlicher Kraft und Beweglichkeit. Schließlich ist der Sheriff überzeugt und spricht mit einem General der Luftwaffe, damit das Militär Kontakt zum Raumschiff aufnimmt und den Jungen zu seinem Vater bringt. H7-25 weigert sich allerdings, seine Fähigkeiten zu zeigen. Auch die Photonenkanone, die als Beweis dienen soll, erscheint plötzlich als Spielzeug.
Zwar glaubt der General nichts, aber Captain Briggs, der schon zuvor von der Anwesenheit Außerirdischer überzeugt war, versucht von nun an, H7-25 in seine Hand zu bekommen. Der Sheriff liefert den Jungen zuerst aus, als er jedoch sieht, dass dieser schlecht behandelt wird, übernimmt er mit der zurückgelassenen Photonenkanone die Kontrolle über die Helikopter und die Besatzungen und befreit ihn. Dies stachelt Briggs erst recht an. Er will nun – aus persönlichem Machtkalkül – auch die Photonenkanone in seine Hand bekommen. Bei einem zweiten Zugriffsversuch durch das von Briggs angeführte UFO-Sonderkommando entwickelt sich eine heftige Schlägerei, bei der ein Großteil des Interieurs eines Supermarktes zu Bruch geht. Unerwartete Hilfe bekommt der Sheriff dabei durch den Gauner Brennan, der ebenfalls angegriffen, sich spontan an der Schlägerei beteiligt. H7-25 hält sich im Hintergrund und beeinflusst mit seiner Kanone die Schlägerei zugunsten seiner Beschützer. Nach dieser abgewehrten Bedrohung nimmt das Raumschiff Kontakt auf, indem es den Dienstwagen des Sheriffs in einer wilden Fahrt zum Stone-Mountain-Monolithen lenkt, dem Ort, der als künftiger Treffpunkt bestimmt ist. Bei einem dritten Versuch, bald darauf, gelingt es Briggs, den Sheriff zu betäuben und den Jungen zu entführen. Da der Sheriff durch den Kontakt mit dem Photonenstrahl des Raumschiffes nun selbst über außergewöhnliche Fähigkeiten verfügt, kann er den Jungen aus der Luftwaffenbasis, wo dieser in einem dunklen Schießstand verhört wird, retten. Nach der Flucht kommt es mit den Verfolgern zu einer letzten großen Schlägerei auf einem Feuerwehrfest. Der zufällig anwesende Brennan unterstützt auch hier wieder den Sheriff. H7-25 greift nicht nur mit seiner Photonenkanone ein, mit der er etwa die Waffen der Soldaten unbrauchbar macht, sondern verteilt Energiekapseln. So kann auch der rheumatische Hilfssheriff Allan teilnehmen. Danach fährt der Sheriff den Jungen zum vereinbarten Treffpunkt, aber da er ihm ans Herz gewachsen ist, fällt ihm der Abschied schwer. Bald darauf sitzt H7-25 wieder im Wagen und verkündet, mit Sondererlaubnis noch bei ihm bleiben zu dürfen. Zitat: Nur für fünftausend Lichtjahre, aber das reicht ja.

### Handlungsdetails
Als der Sheriff im Wald ein Lagerfeuer entzünden will, brennen die Streichhölzer nicht. Er erzählt dem Jungen von einem Laurel-&-Hardy-Film, in dem ein Daumen als Feuerzeug dient. Als er die Bewegung vormacht, brennt sein Daumen tatsächlich. H7-25 erklärt dies mit der „biomagnetischen Energie“ des Raumschiffes. Als der Sheriff später in eine Luftwaffenbasis eindringt, nutzt er dieses „Daumenfeuerzeug“, um eine verräterische Namensliste zu verbrennen. Er trifft auf einen Wachhund, mit dem er durch „biomagnetische Energie“ sprechen kann und der ihn zu H7-25 führt.

## Hintergrund
Der Film ist nach Sie nannten ihn Mücke die zweite Zusammenarbeit des Regisseurs Michele Lupo mit Bud Spencer. Der Originaltitel Uno sceriffo extraterrestre… poco extra e molto terrestre bedeutet auf Deutsch ungefähr: Ein außerirdischer Sheriff – wenig außer und sehr irdisch. Das Drehbuch schrieb Marcello Fondato, der in Zwei wie Pech und Schwefel und Charleston Regie führte. Gedreht wurde in der Stadt Newnan, daneben gibt es eine Reihe weiterer Schauplätze: der nächtliche Vergnügungspark, in dem der Sheriff zum ersten Mal H7-25 begegnet ist, wie aus dem Beschriftungen der Fahrgeschäfte hervorgeht, der Six Flags Over Georgia bei Atlanta. Das Pferdekarussell, das der Junge zu Anfang der Bekanntschaft in Gang setzt, ist das im National Register of Historic Places gelistete Riverview Carousel. Der erste Versuch Briggs’, den Jungen in seine Hand zu bekommen, wurde beim Atlanta-Fulton County Stadium gedreht. In einer Einstellung ist rechts im Hintergrund die Kuppel des Georgia State Capitols zu sehen. Die gezeigten Luftwaffenstützpunkte sind die Warner Robins- und Dobbins Air Force Bases. Der Treffpunkt mit dem außerirdischen Raumschiff ist beim Stone-Mountain-Monolithen mit Aussicht auf das riesige Relief an der Nordwand. Der Darsteller des kleinen Außerirdischen, Cary Guffey, spielte bereits in Steven Spielbergs Unheimliche Begegnung der dritten Art. Bud Spencer merkt im ersten Teil seiner Autobiografie an, dass Spielberg die weitere Entwicklung des Jungen, der seine Entdeckung war, verfolgte und den Film gesehen habe. Der Große mit seinem außerirdischen Kleinen sei die Inspiration für Spielbergs späteren Kassenschlager E.T. – Der Außerirdische.

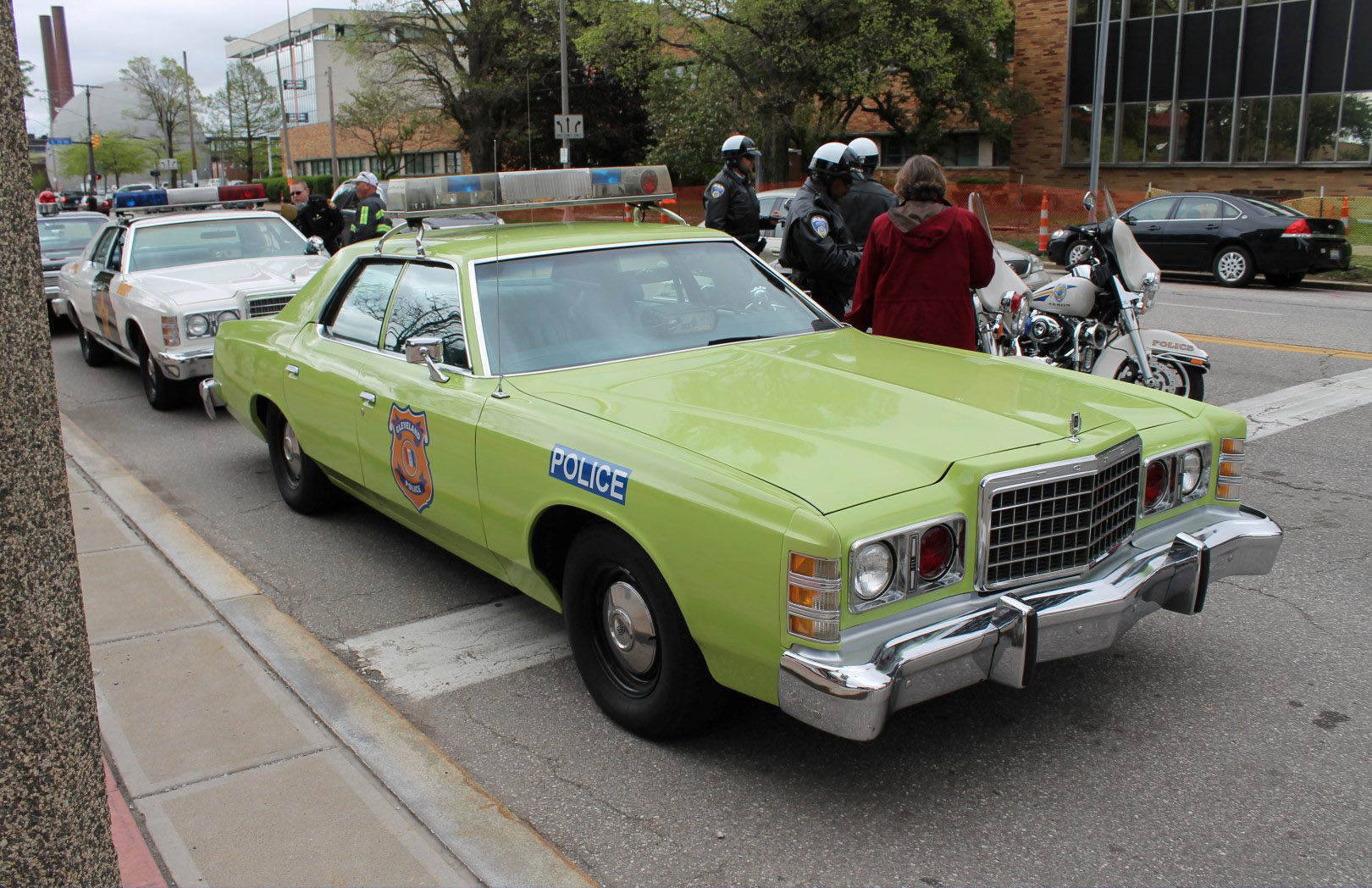
Ein Ford LTD, Mj. 1978, als Polizeiwagen in Cleveland, Ohio

Der Dienstwagen des Sheriffs ist ein Ford LTD, Modelljahr 1978. Tatsächlich wurde der Fahrzeugtyp damals auch als Polizeiwagen angeboten.
Am Schluss sieht man einen Bomber und zwei Mark IX Hawk Raumjäger aus der Mondbasis Alpha 1-Episode Angriff aus dem Weltall. Markenprodukte und -schriftzüge sind oft sehr auffällig platziert. Neben Coca-Cola (u. a. Feuerwache in der Eingangssequenz, Supermarkt) trifft dies vor allem auf die Whiskymarke William Lawson’s zu: H7-25 bringt bei der Schlägerei am Feuerwehrfest seine Photonenkanone hinter Flaschen dieser Marke in Stellung. Die im Film verwendeten Effekte sind sehr einfach gehalten, am deutlichsten ist dies bei den comichaften Schlägereien zu sehen, bei denen H7-25 mit seiner Photonenkanone eingreift. Verschiedene Einstellungen werden mehrfach direkt hintereinander wiederholt. Treffer, Stürze und Ähnliches sind mit komischen Klangeffekten unterlegt.
Der Sheriff wird weder mit Vor- noch Nachnamen angesprochen, sondern mit der Berufsbezeichnung oder einem Kosenamen, wie etwa „Brummbär“. Als Eindringling in der Luftwaffenbasis stellt er sich, um die Wachen zu verwirren, mit verschiedenen Namen vor und weist demonstrativ auf ein nicht vorhandenes Namensschild auf seiner Uniformjacke. Ein dennoch verwendeter Name bei Veröffentlichungen ist Craft, so auch auf dem Cover der 2004 bei e-m-s new media erschienenen DVD. Bei älteren Veröffentlichungen auf Super 8 und VHS heißt die Figur, wie ihr Darsteller, Spencer (marketing-film).
Der englische Titel lautet The Sheriff and the Satellite Kid. Spencer sprach seine Rollen in englischen Fassungen meist selbst, obwohl er die Sprache nicht beherrschte. Die korrekte Aussprache trainierte er mit dem italoamerikanischen Dialogtrainer Raffaele (Ray) Mottola, der zu Beginn in einer kleinen Rolle als Reporter zu sehen ist.

### Bilder der Drehorte

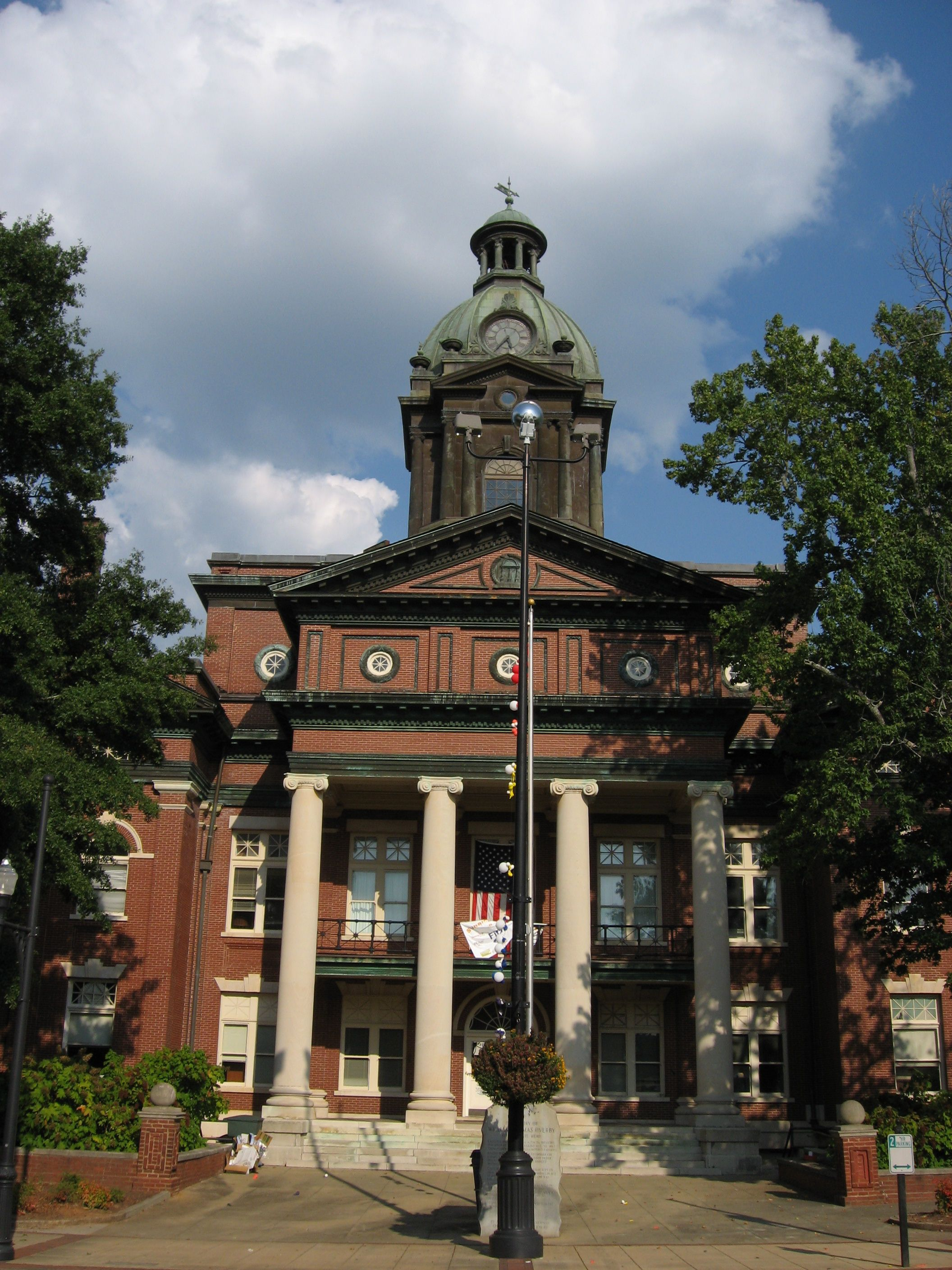
Coweta County Courthouse in Newnan
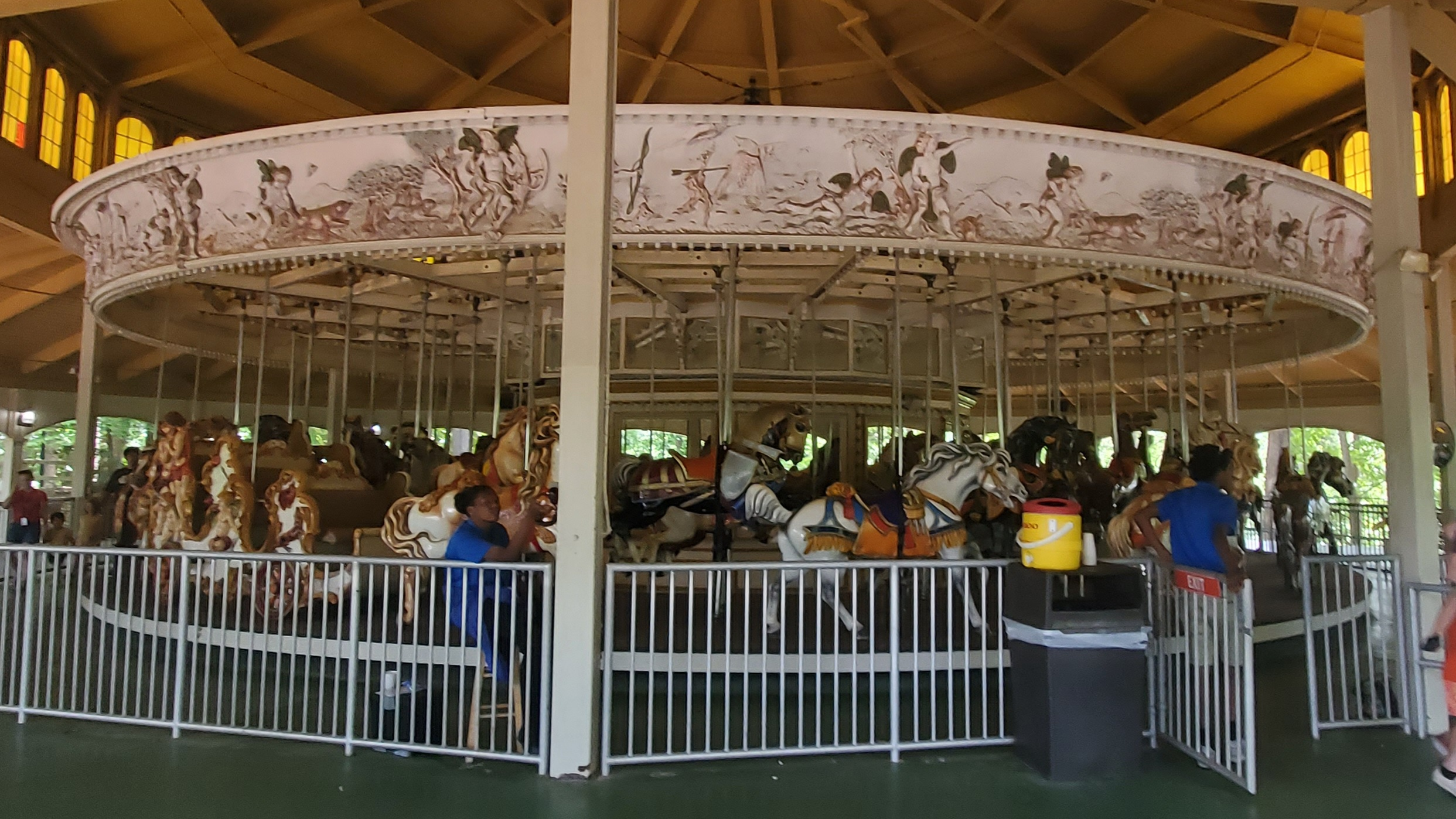
Riverview-Carousel (Foto von 2022)
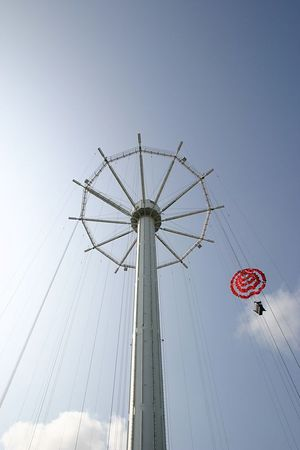
Great Gasp in Six Flags Over Georgia (2005)
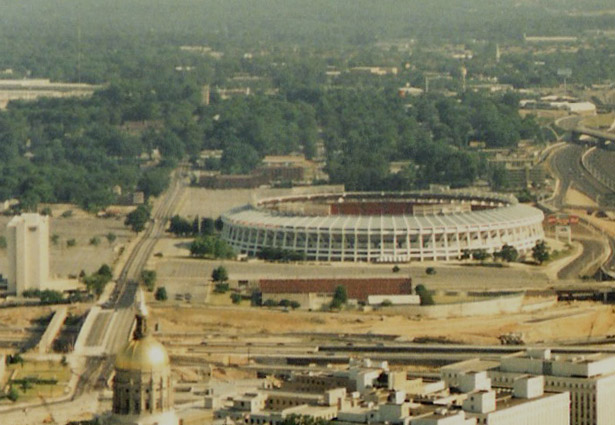
Atlanta-Fulton County Stadium mit der Kuppel des Georgia State Capitols (links vorne)
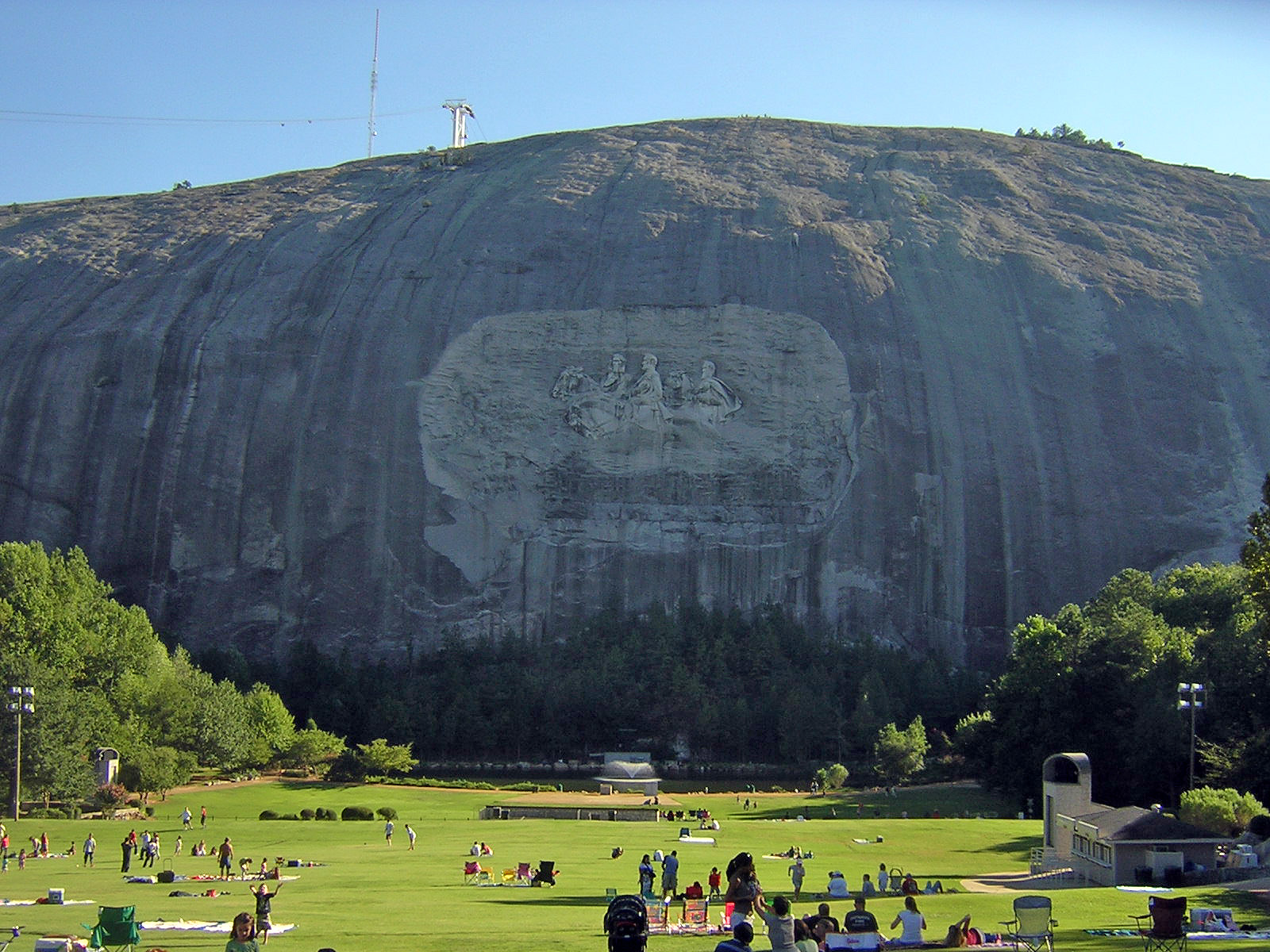
Stone Mountain mit dem riesigen Relief an der Nordwand
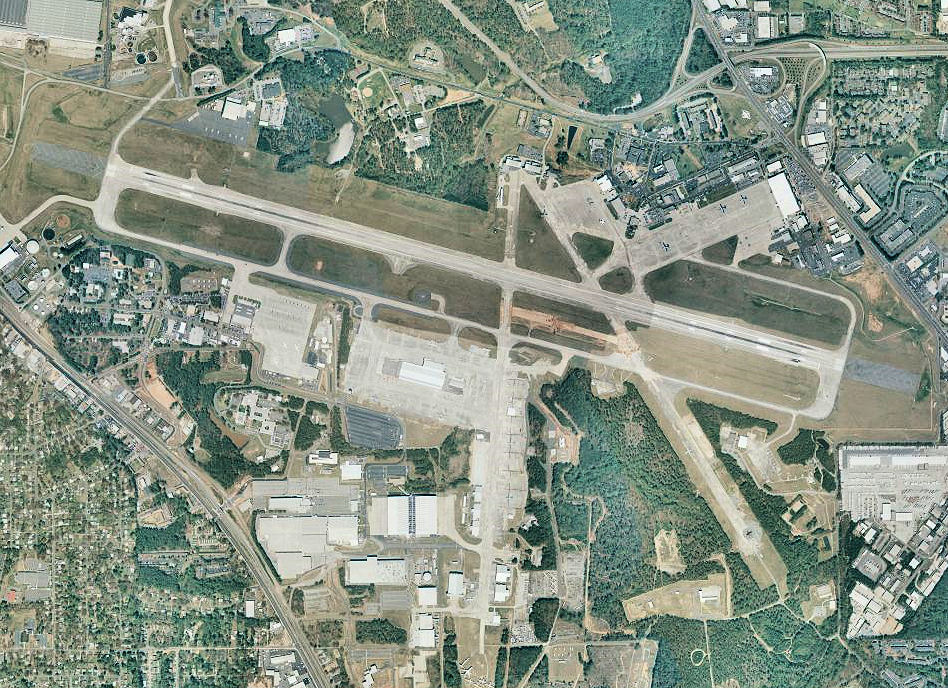
Luftbild der Dobbins Air Force Base (2004)

### Darsteller
- Die Rolle des Sheriffs ist mit dem ehemaligen italienischen Schwimmer Bud Spencer (eigentlich Carlo Pedersoli) besetzt. Seinen Ruf als Filmstar begründete er mit zahlreichen Western- und Actionkomödien.[12]

- Der kleine Außerirdische H7-25 wird von Cary Guffey gespielt. Noch einmal trat er in dieser Rolle in Buddy haut den Lukas auf. Sein erster Filmauftritt war in Steven Spielbergs Unheimliche Begegnung der dritten Art.[13]

- Die Rolle des Gauners Brennan ist mit dem Schwergewichtsboxer Joe Bugner besetzt. Bugner wirkte außerdem in den Bud-Spencer-Filmen Sie nannten ihn Mücke, Das Krokodil und sein Nilpferd und Eine Faust geht nach Westen mit.[14]

- Die Rolle des Captain Briggs ist mit Raimund Harmstorf besetzt. Bekannt ist Harmstorf vor allem für seine Hauptrollen in Der Seewolf und Michael Strogoff.[15]

- Der Hilfssheriff Allan wird von dem Komiker Luigi Bonos gespielt.[16]

### Filmmusik (Auswahl)
Der Soundtrack von Guido & Maurizio De Angelis (Oliver Onions) erschien 1979 bei Polydor (Nr. 2374152).
Hier einige der Stücke aus dem Film, die Kommentare beziehen sich auf die 2004 bei e-m-s new media erschienene DVD.
- Der Song Sheriff (u. a. Titelsequenz, Filmende/Abspann.)
- Das Instrumentalstück L' Ultimo Valzer (Der Sheriff schließt mit H7-25 Freundschaft, der Junge wird von Briggs entführt / vom Raumschiff abgeholt.)
- Das Lied Whistle And Bells (Schlägerei im Supermarkt / auf dem Feuerwehrfest.)
- Das Lied Mundialito (Der Sheriff lässt die Soldaten tanzen.)

## Deutsche Synchronfassung
- Dialogbuch und Dialogregie: Rainer Brandt[18]

| Darsteller        | Sprecher          | Rolle              | Anmerkungen |
| ----------------- | ----------------- | ------------------ | ----------- |
| Bud Spencer       | Arnold Marquis    | Sheriff            | ohne Name   |
| Cary Guffey       | Katrin Fröhlich   | H7-25              |             |
| Joe Bugner        | Joachim Tennstedt | Brennan            |             |
| Luigi Bonos       | Eric Vaessen      | Hilfssheriff Allan |             |
| Raimund Harmstorf | Raimund Harmstorf | Capt. Briggs       |             |
| Harold E. Finch   | Michael Chevalier | General            | ohne Name   |
| Carlo Reali       | Rainer Brandt     | Lt. Turner         |             |

### Verbleib der Photonenkanone
Die deutsche Synchronisation verursacht im Abschlussdialog einen Widerspruch zur Fortsetzung: H7-25 antwortet auf die Frage des Sheriffs nach der Photonenkanone (verballhornt Strahlenorthophoto): Den hab’ ich oben gelassen, wenn ich bei dir bleibe, brauch’ ich den nicht. Ebendiese Photonenkanone ist in Buddy haut den Lukas einer der Gründe für die ständige Flucht, da ihre Signale dem Militär die Ortung ermöglichen.

## Veröffentlichungen und Freigaben
Die Uraufführung fand in deutschen Kinos am 10. August 1979 statt.
Der Film war zuerst als Super-8-Kopie in drei Akten und als VHS-Kassette erhältlich (beide marketing-film). Die erste DVD-Fassung erschien am 2. September 2004 bei e-m-s new media. Im Jahr 2009 erschien der Film nochmals auf DVD, diesmal von 3L Film. Diese Version ist allerdings gekürzt und beruht auf der italienischen Fassung des Films. Seit 24. April 2014 ist eine Blu-ray-Fassung erhältlich (ebenfalls 3L Film). Diese Blu-ray enthält sowohl die deutsche ungekürzte Fassung als auch die kürzere italienische Fassung.
Die Freigabe der FSK galt ursprünglich ab 6 Jahren (gemäß § 7 JÖSchG). Ab der DVD-Ausgabe von 2004 wurde das Alter auf 12 Jahre angehoben.

## Auszeichnungen
- 1980: Goldene Leinwand[24]

## Kritiken
„Bud Spencers Begegnung der schlagkräftigen dritten Art!“

„Bud Spencer-Film mit Science Fiction-Einschlag, dessen naive Story trotz einiger technischer Mätzchen weitgehend witzlos inszeniert ist.“

„Prügelorgie mit ein paar netten Tricks.“